# Giovanni Antonio Merli
Pour les articles homonymes, voir Merli.

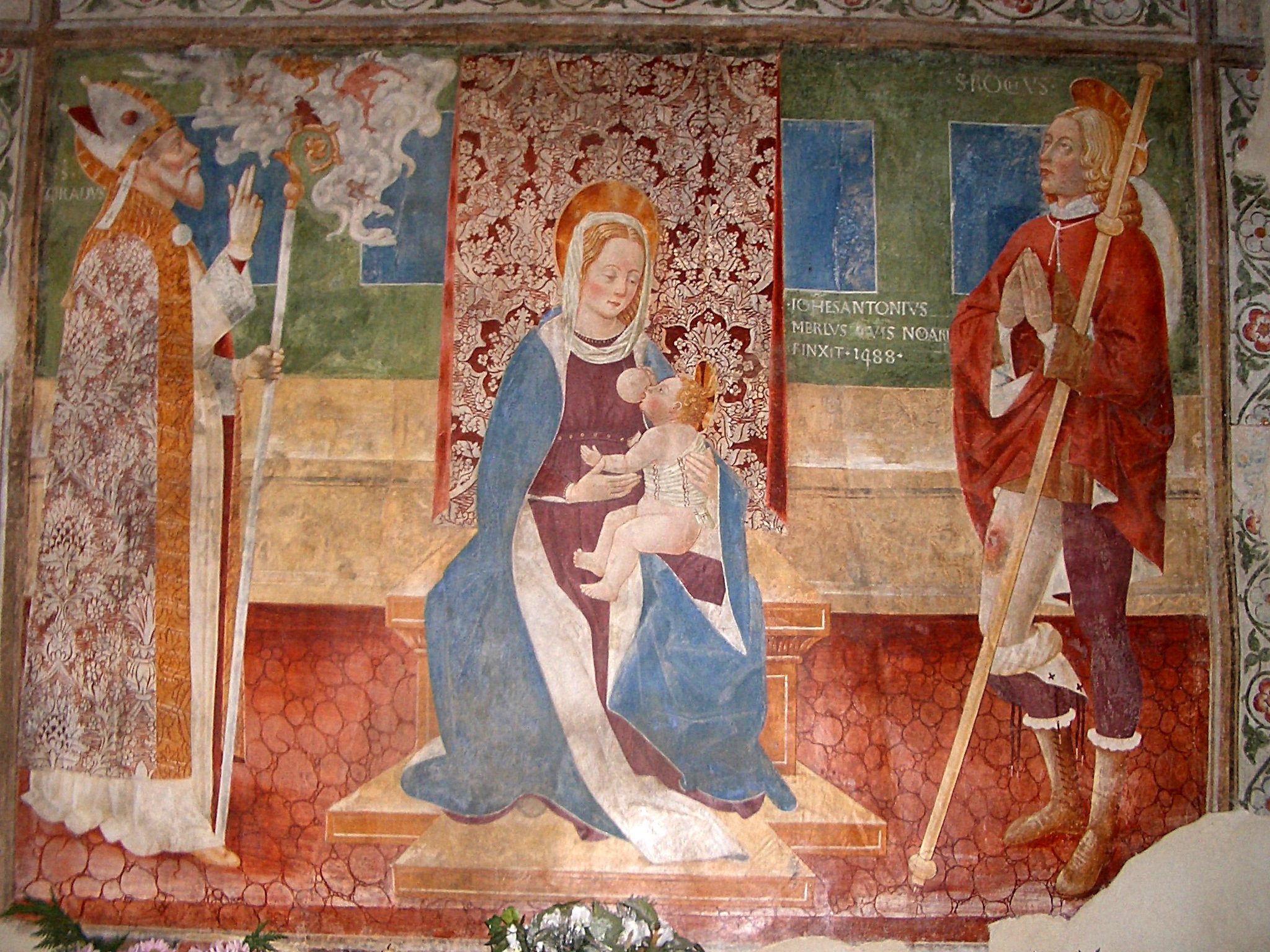
Giovanni Antonio Merli, Sainte Vierge en majesté allaitant, avec saint Grat et saint Roch, église Saint-Marcel, Paruzzaro, 1488

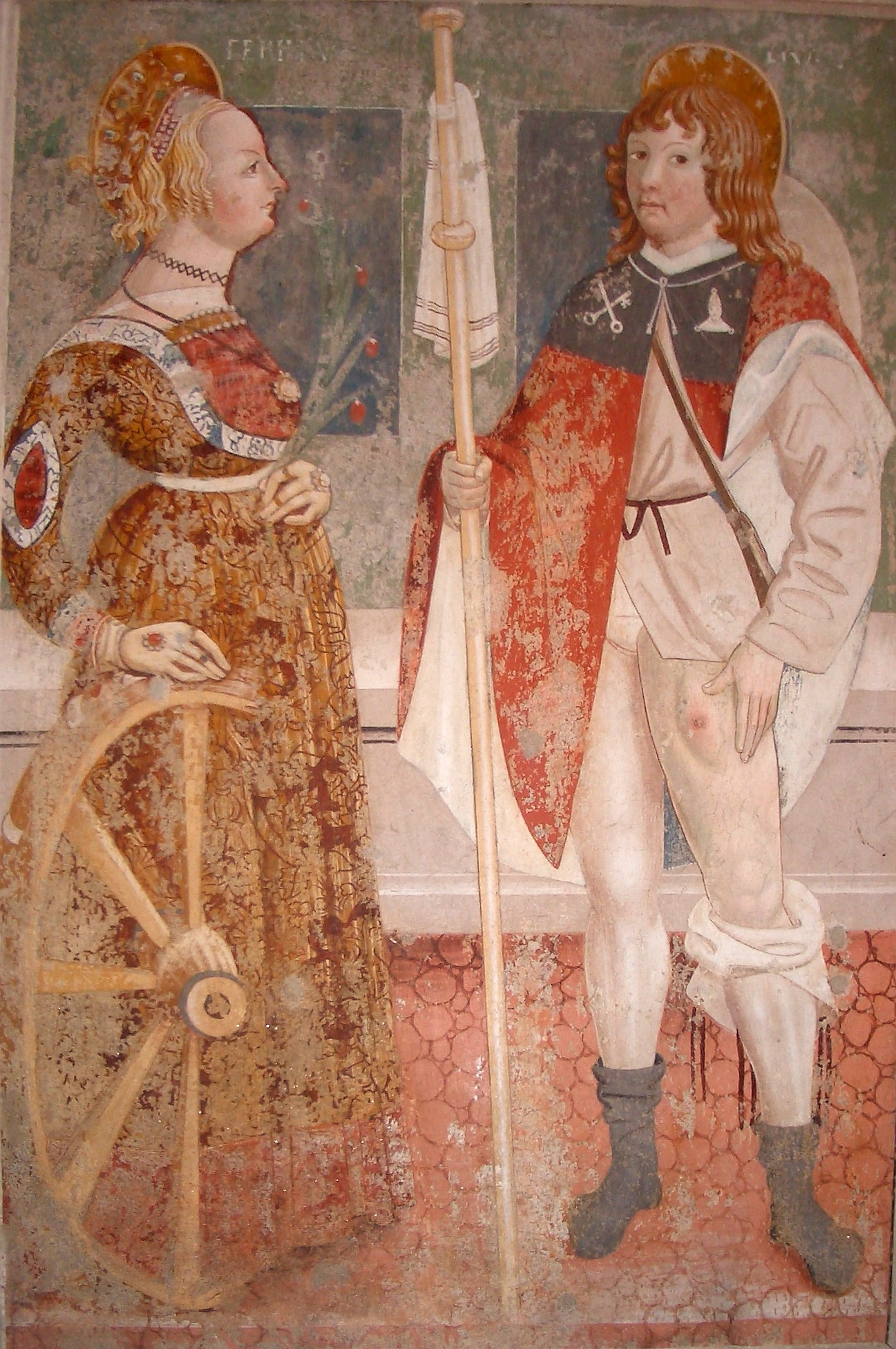
Giovanni Antonio Merli (?), sainte Catherine d'Alexandrie et Saint Roch, Abbaye des saints Nazaire et Celso, fresque, 1480

Giovanni Antonio Merli (Galliate documenté depuis 1474 - avant 1507) est un peintre italien de la haute Renaissance, principal représentant de l'un des ateliers de peinture présents à Novare, actif entre le XVe et XVIe siècles. 

## Vie et œuvres
Sa première œuvre connue, signée et datée 1474, se trouve dans l'église franciscaine de l'abbaye de San Nazzaro della Costa à Novare, avec de nombreux autres témoignages du panorama artistique de Novare au XVe siècle. 
Il s'agit d'une fresque représentant saint Antoine de Padoue avec le bienheureux Alberto de Sarthiano, vénéré à ce temps par les frères mineurs.
Une autre peinture, signée et datée 1488, est conservée dans l'église Saint-Marcel à Paruzzaro;  elle représente une Sainte Vierge en majesté allaitant, avec saint Grat et saint Roch. La fresque est vraisemblablement un ex-voto des gens du pays comme remerciement pour avoir réchappé au danger de la peste des années précédentes, comme l'atteste la présence de saint Roch, qui avait été atteint du même mal.
Dans cette œuvre, qui constitue un point de référence pour comprendre sa production artistique, le peintre permet de regarder avec attention les nouveautés de la Renaissance artistique lombardo-piémontaise : il a ainsi été observé que « dans le rendement plastique et volumétrique des corps, il se rapproche des expériences de Giovanni Martino Spanzotti ».
Datée aussi de 1488, une fresque monochrome en terre verte qui représente Pierre Lombard en chaire et qui est conservée en la salle capitulaire du Dôme de Novare.
Parmi les attributions qui enrichissent son catalogue, on trouve également une fresque dans l'église de l'abbaye des saints Nazaire et Celso, ayant la forme d'un triptyque, avec au centre l'élégante figure de saint Nazaire à cheval, sur la gauche Saint Celso et un saint martyr et sur la droite, sainte Catherine d'Alexandrie et Saint Roch. La peinture est de 1480 et montre, à cette date, un attardement de son langage pictural sur le style gothique international, peut-être dû au commanditaire, dans ce cas la population de San Nazzaro Sesia, peu à jour des nouveautés originaires de Milan.
Parmi ses attributions, il faut aussi mentionner une Sainte Vierge des Grâces, également conservée dans le Dôme de Novare.

## Source
- (it) Cet article est partiellement ou en totalité issu de l’article de Wikipédia en italien intitulé « Giovanni Antonio Merli » (voir la liste des auteurs).